# 공주소방서
공주소방서(公州消防署, Gongju Fire Station)는 충청남도 공주시를 관할하는 충청남도 소방본부 산하의 소방서이다.
소방서장은 소방정으로 보한다.

## 연혁
- 1947년 4월 18일: 공주소방서 설치
- 1950년 5월 27일: 공주소방서 폐지[3]
- 1985년 12월 13일: 공주소방서 재설치및개서
- 1986년 12월 22일: 공주소방서 교동파출소및유구파출소개소
- 1989년 5월 6일: 공주소방서 논산파출소개소
- 1990년 3월 16일 : 공주소방서 부여파출소개소
- 1990년 3월 27일: 공주소방서 조치원파출소개소
- 1995년 6월 8일: 공주소방서 임천파출소개소
- 1995년 12월 15일 : 공주소방서 강경파출소개소
- 1996년 11월 18일: 공주소방서 119구조대발대 및 논산119구조대발대
- 1997년 9월 30일: 논산소방서 분리 금산군 부여군관할

## 조직
| - 소방행정과 - 소방행정팀 - 예산장비팀 | - - 예방교육 | - 현장대응단 - 구조구급팀 |

## 관할센터 및 관할구역
공주소방서는 6개의 119안전센터와 1개의 구조구급센터를 산하에 두고 있다.
| 명칭                       | 사진 | 주소                  | 관할구역                               | 지역대                                    |
| -------------------------- | ---- | --------------------- | -------------------------------------- | ----------------------------------------- |
| 웅진119안전센터            |      | 무령로 55             | 웅진동, 금학동, 중학동, 옥룡동, 우성면 |                                           |
| 유구119안전센터            |      | 유구읍 유구외곽로 368 | 유구읍, 신풍면, 사곡면                 | 사곡119지역대 신풍119지역대               |
| 신관119안전센터            |      | 의당로 31             | 신관동, 월송동, 의당면                 |                                           |
| 동학사119안전센터          |      | 반포면 동학사1로 110  | 반포면                                 |                                           |
| 계룡119안전센터            |      | 계룡면 월암송정길 18  | 계룡면, 이인면, 탄천면                 | 이인119지역대 탄천119지역대 경천119지역대 |
| 정안119안전센터            |      | 정안면 광정장터길 18  | 정안면                                 |                                           |
| 공주소방서 119구조구급센터 |      | 무령로 55             | 충청남도 공주시 일원                   |                                           |

## 사건사고
- 논산정신병원 화재 - 현재는 논산소방서 관할이다.

## 같이 보기
- 대한민국 소방청
- 대한민국의 소방
- 소방관 계급